# Arne Brustad
Arne Brustad (født 14. april 1912, død 22. august 1987) regnes for at være en af Norges bedste fodboldspillere gennem tiden. Brustad spillede klubfodbold for FC Lyn Oslo, og var med på Bronselaget i 1936. Han fik i alt 33 A-landskampe for Norge og scorede 17 landsholdsmål.
Ved OL-turneringen i Berlin scorede Brustad fem mål i fire kampe, deriblandt alle Norges tre mål i bronzekampen mod Polen, hvor Norge vandt 3–2. Brustad blev af mange, både i Norge og i udlandet, regnet for at have været turneringens bedste spiller.
I 1938 deltog Norge i VM i fodbold for første gang. Turneringen foregik efter cupformat, og Norge blev slået ud i første runde af Italien med 2–1 efter forlænget spilletid. Brustad scorede det norske mål, og scorede også et mål til lige før slutningen af ordinær tid, men dette mål blev annulleret for offside. 